# Nicklas Bendtner
Nicklas Bendtner, född 16 januari 1988 i Köpenhamn, är en dansk före detta fotbollsspelare (anfallare). Han har under sin karriär representerat det danska landslaget.

## Klubbkarriär

### Danmark och Arsenal
Bendtner föddes i Köpenhamn och började spela fotboll i den lokala klubben Tårnby Boldklub och i Kjøbenhavns Boldklub. Han gjorde fyra mål på sex danska nationella ungdomsmatcher innan han gick till den engelska klubben Arsenal sommaren 2004. Han spelade i reservlaget tillsammans med bland andra Arturo Lupoli. Bendtners första A-lagsmatch i Arsenal var i en Engelsk ligacup-match den 25 oktober 2005 mot Sunderland AFC på Stadium of Light. Han kom in som avbytare i matchens slutminuter.

### Lån till Birmingham City
Bendtner lånades ut till Birmingham City i augusti 2006. Han gjorde sin debut för Birmingham när han kom in som avbytare för Stephen Clemence i en match mot Colchester United den 5 augusti 2006. Han spelade i trettio minuter och gjorde det avgörande målet i matchen.

### Tillbaka till Arsenal

#### 2007/2008
Bendtner skrev ett nytt femårigt kontrakt med Arsenal i maj 2007 och återvände till klubben inför säsongen 2007/2008. I sin första match på Emirates Stadium, en vänskapsmatch mot Paris Saint-Germain, gjorde Bendtner ett mål och assisterade ett annat av Mathieu Flamini. Bendtners första tävlingsmål kom i matchen mot Newcastle United den 25 september 2007, en match som Arsenal vann med 2–0. Han gjorde sitt första mål i Champions League i den 89:e minuten mot Slavia Prag den 23 oktober 2007 och avgjorde en 7–0-vinst för Arsenal efter att ha mottagit en klackpass från Emmanuel Eboué.
Bendtners första mål i Premier League gjorde han den 22 december 2007 i en 2–1-vinst mot Tottenham hemma på Emirates Stadium. Bendtner nickade in det avgörande målet, efter en hörnspark av Cesc Fàbregas. I Arsenals match mot Tottenham den 22 januari, vilken Arsenal förlorade med 5–1, gjorde han ett självmål och hamnade senare i en het dispyt på planen med lagkamraten Emmanuel Adebayor.

#### 2008/2009
Bendtner gjorde sitt första mål för de 2008/2009, i en match mot Bolton Wanderers på Reebok Stadium den 20 september 2008. Den 5 maj 2009 sågs 21-åringen lämna en nattklubb ett par timmar efter Arsenals 3–1-förlust hemma mot Manchester United i semifinalen i Champions League. Bendtner fotograferades med sitt bälte uppknäppt och sina jeans neddragna. Han sade senare att han ångrade sig djupt.

#### 2009/2010
Bendtner började säsongen ute på kanten i Wengers nya 4–3–3 system (Robin van Persie var toppforward). Bendtner skadade sig sedan allvarligt i derbyt hemma mot Tottenham den 31 oktober och var borta ända fram till slutet av januari. Bendtner hade sedan när han kom tillbaka sin hittills kanske bästa period i karriären när han gjorde flera avgörande mål för Arsenal på våren 2010, då han fick spela toppforward i skadade van Persies frånvaro. Det man kanske bäst kommer minnas Bendtner för är nog matcherna mot Burnley och Porto. Första matchen mot Burnley missade han 5–6 klara lägen och fick stor kritik i de engelska tidningarna. Han revanscherade sig dock rejält bara några dagar senare med att göra ett hattrick i Champions League-åttondelen mot Porto. Han är den blott andra Arsenal-spelaren genom tiderna att göra det, den första var Thierry Henry mot Roma i november 2002.

#### 2010/2011
Den 5 juni 2011 meddelade Bendtner att han kommer att lämna Arsenal och att han är lugn och säker på att han kommer hitta en ny klubb.  Flera klubbar ryktas vara intresserade av att värva dansken, däribland Bayern München, Beşiktaş  och Inter.

#### 2011/2012
Det dröjde dock till den sista dagen på sommarens transferfönster innan Bendtner lämnade Arsenal för Sunderland, på lån resten av säsongen.

#### 2012/2013
Under säsongen 2012-2013 var Bendtner utlånad till den italienska Serie A-klubben Juventus FC dock utan att göra någon succé, delvis på grund av en skadedrabbad säsong. Vid säsongens slut återvände Bendtner till Arsenal.

#### 2014
2014 skrev Bendtner på för Wolfsburg och valde att ha nummer 3 på ryggen. 

### FC Köpenhamn
Den 2 september 2019 värvades Bendtner av FC Köpenhamn, där han skrev på ett halvårskontrakt. I december 2019 meddelade FC Köpenhamn att Bendtner lämnade klubben i samband med att hans kontrakt gick ut.
I juni 2021 meddelade Bendtner att han avslutade sin fotbollskarriär.

## Landslagskarriär
Bendtner började sin internationella karriär genom att göra tre mål på tre matcher för det danska U16-landslaget i februari 2004. Han gjorde senare sex mål på 15 matcher för Danmarks U17-landslag och utnämndes till Danmarks bäste U17-spelare 2004.
Bendtner var den yngste spelaren att bli uttagen till det danska U21-landslaget inför Europamästerskapet 2006. Han gjorde sin U21-debut den 17 maj 2006 vid 18 års ålder och gjorde båda målen i Danmarks 2–0-vinst över Spanien U21-landslag i en vänskapsmatch.
Den 16 augusti 2006 spelade Bendtner sin första A-landskamp. Han var uttagen i startelvan i sin debutmatch som var en vänskapsmatch mot Polen. Han gjorde mål efter 30 spelade minuter och hjälpte Danmark att vinna matchen med 2–0. Den 1 september 2006 spelade han sin andra A-landskamp då han kom in som avbytare i en vänskapsmatch mot Portugal. Han gjorde det sista målet i matchen som kom att sluta 4–2 till Danmark. Bendtner har sedan detta blivit ordinarie i landslaget och gjorde bland annat två mål i kvalet till EM 2008.
I kvalspelet till VM 2010 gjorde Bendtner ett av Danmarks tre mål mot Portugal. Matchen slutade 3–2.
I själva VM spelade Bendtner halvskadad efter ljumskproblem. Hans bästa match var mot Kamerun när han först kvitterade till 1–1 efter ett fint danskt anfall och sedan spelade fram Dennis Rommedahl till 2–1 målet. VM var dock en besvikelse både för Danmark och Bendtner som åkte ur redan i gruppspelet efter förluster mot Holland och Japan.

### Landslagsmål
| Nr  | Datum      | Plats                  | Motståndarlag | Mål | Resultat | Tävling        |
| --- | ---------- | ---------------------- | ------------- | --- | -------- | -------------- |
| 1.  | 2006-08-16 | Odense, Danmark        | Polen         | 1–0 | 2–0      | Vänskapsmatch  |
| 2.  | 2006-09-01 | Köpenhamn, Danmark     | Portugal      | 4–2 | 4–2      | Vänskapsmatch  |
| 3.  | 2007-03-28 | Duisburg, Tyskland     | Tyskland      | 1–0 | 1–0      | Vänskapsmatch  |
| 4.  | 2007-11-17 | Belfast, Nordirland    | Nordirland    | 1–0 | 1–2      | EM-kvalet 2008 |
| 5.  | 2007-11-21 | Köpenhamn, Danmark     | Island        | 1–0 | 3–0      | EM-kvalet 2008 |
| 6.  | 2008-02-06 | Nova Gorica, Slovenien | Slovenien     | 2–1 | 2–1      | Vänskapsmatch  |
| 7.  | 2008-03-26 | Herning, Danmark       | Tjeckien      | 1–0 | 1–1      | Vänskapsmatch  |
| 8.  | 2008-09-10 | Lissabon, Portugal     | Portugal      | 1–1 | 3–2      | VM-kvalet 2010 |
| 9.  | 2009-09-05 | Köpenhamn, Danmark     | Portugal      | 1-0 | 1-1      | VM-kvalet 2010 |
| 10. | 2009-09-09 | Tirana, Albanien       | Albanien      | 1-0 | 1-1      | VM-kvalet 2010 |
| 11. | 2010-03-03 | Wien, Österrike        | Österrike     | 1-1 | 1-2      | Vänskapsmatch  |
| 12. | 2010-06-19 | Pretoria, Sydafrika    | Kamerun       | 1-1 | 2-1      | VM 2010        |
| 13. | 2011-09-07 | Köpenhamn, Danmark     | Norge         | 1-0 | 2-0      | EM-kvalet 2012 |
| 14. | 2011-09-07 | Köpenhamn, Danmark     | Norge         | 2-0 | 2-0      | EM-kvalet 2012 |
| 15. | 2011-10-11 | Köpenhamn, Danmark     | Portugal      | 2-0 | 2-1      | EM-kvalet 2012 |
| 16. | 2011-11-11 | Köpenhamn, Danmark     | Sverige       | 1-0 | 2-0      | Vänskapsmatch  |
| 17. | 2011-11-15 | Esbjerg, Danmark       | Finland       | 2-1 | 2-1      | Vänskapsmatch  |
| 18. | 2012-05-26 | Hamburg, Tyskland      | Brasilien     | 1-3 | 1-3      | Vänskapsmatch  |
| 19. | 2012-06-13 | Lviv, Ukraina          | Portugal      | 1-2 | 2-3      | EM 2012        |
| 20. | 2012-06-13 | Lviv, Ukraina          | Portugal      | 2-2 | 2-3      | EM 2012        |
| 21. | 2012-10-12 | Sofia, Bulgarien       | Bulgarien     | 1-1 | 1-1      | VM-kvalet 2014 |
| 22. | 2012-11-14 | Istanbul, Turkiet      | Turkiet       | 1-0 | 1-1      | Vänskapsmatch  |
| 23. | 2013-10-11 | Köpenhamn, Danmark     | Italien       | 1-1 | 2-2      | VM-kvalet 2014 |
| 24. | 2013-10-11 | Köpenhamn, Danmark     | Italien       | 2-1 | 2-2      | VM-kvalet 2014 |
| 25. | 2014-11-14 | Belgrad, Serbien       | Serbien       | 1-1 | 3-1      | EM-kvalet 2016 |
| 26. | 2014-11-14 | Belgrad, Serbien       | Serbien       | 3-1 | 3-1      | EM-kvalet 2016 |
| 27. | 2015-03-25 | Århus, Danmark         | USA           | 1-1 | 3-2      | Vänskapsmatch  |
| 28. | 2015-03-25 | Århus, Danmark         | USA           | 2-2 | 3-2      | Vänskapsmatch  |
| 29. | 2015-03-25 | Århus, Danmark         | USA           | 3-2 | 3-2      | Vänskapsmatch  |
| 30. | 2017-11-14 | Dublin, Irland         | Irland        | 5-1 | 5-1      | VM-kvalet 2018 |

## Kontroverser
I mars 2010 greps Bendtner av polis efter att ha kört bil med 1,75 promille alkohol i blodet. Straffet blev 945 000 kronor i böter samt indraget körkort i tre år.

## Meriter
Juventus
- Serie A: 2012–2013

Arsenal
- FA-cupen: 2013–2014

Wolfsburg
- DFB-Pokal: 2014–2015
- DFL-Supercup: 2015

Rosenborg
Eliteserien 2017
Mesterfinalen 2017
Individuellt
- Årets unga u17-fotbollsspelare i Danmark: 2004
- Årets danska fotbollstalang: 2007
- Årets fotbollsspelare i Danmark: 2009
- Skyttekung eliteserien 2017